# ジョニー・ファメション
ジョニー・ファメション（Johnny Famechon、1945年3月28日 - 2022年8月4日）は、オーストラリアのプロボクサー。フランス・パリ出身。元WBC世界フェザー級王者。

## 来歴
フランス・パリに生まれたが、5歳時に家族とともにオーストラリアに移住した。
1961年6月9日、オーストラリアでプロデビュー。
1964年9月18日、22戦目でオーストラリアフェザー級王座を獲得した。
1967年11月24日、49戦目でイギリス連邦フェザー級王座を獲得した。
1968年9月7日、59戦目で世界王座に初挑戦。WBC世界フェザー級王者ホセ・レグラと対戦し、15回判定勝ちで世界王座を獲得した。
1969年7月28日、初防衛戦でファイティング原田と対戦し、15回判定勝ちで初防衛に成功した。3度のダウンを奪われ、原田が優勢と言われており、明らかなホームタウンディシジョンでの防衛となった。
1970年1月6日、防衛戦でファイティング原田と再戦し、14回KO勝ちで2度目の防衛に成功した。
1970年4月11日、のちのWBA世界バンタム級王者アーノルド・テイラーとノンタイトルマッチで対戦し、10回判定勝ち。
1970年5月9日、3度目の防衛戦でビセンテ・サルディバルと対戦し、15回判定負け王座から陥落。この試合を最後に引退した。
2022年8月4日、メルボルンにて死去。

## 獲得タイトル
- WBC世界フェザー級王座（防衛2度）